# Le Courage d'un con
Pour plus de détails, voir Fiche technique et Distribution.
Le Courage d'un con (Tommy Boy) est un film américain réalisé par Peter Segal en 1995.

## Synopsis
Tommy Callahan, fêtard invétéré et perpétuellement fauché, finit, au bout de sept années, par obtenir son diplôme... et un boulot peinard chez Callahan Pièces Auto. Lorsqu'il rentre chez lui, une autre bonne nouvelle attend Tommy : son père va épouser un véritable "canon" et Tommy aura enfin le demi-frère dont il a toujours rêvé.

## Fiche technique
- Titre original : Tommy Boy
- Titre français et québécois : Le Courage d'un con
- Réalisation : Peter Segal
- Production : Lorne Michaels
- Scénario : Bonnie Turner, Terry Turner
- Musique : David Newman
- Photographie : Victor J. Kemper
- Montage : William Kerr
- Société de production et distribution : Paramount Pictures
- Pays d'origine :  États-Unis
- Langue originale : anglais
- Format : couleur - 35 mm
- Genre : Comédie
- Durée : 97 minutes
- Dates de sortie :
  - États-Unis : 31 mars 1995
  - France : 21 novembre 2002 (directement en DVD)

## Distribution
- Chris Farley (VQ : Jacques Lavallée) : Thomas « Tommy » Callahan III
- David Spade (VQ : François Sasseville) : Richard Hayden
- Rob Lowe (VQ : Sylvain Hétu) : Paul Barish (non crédité)
- Bo Derek : Beverly Barish
- Dan Aykroyd (VQ : Benoît Rousseau) : Ray Zalinsky
- Julie Warner : Michelle Brock
- Brian Dennehy (VQ : Ronald France) : Thomas « Big Tom » Callahan Jr.
- William Patterson Dunlop (en) : R.T.
- Sean McCann : Frank Rittenhauer
- Zach Grenier (VQ : Manuel Tadros) : Ted Reilly
- James Blendick (en) : Ron Gilmore
- David Hemblen (en) : Archer
- Clinton Turnbull : Tommy jeune
- Ryder Britton (en) : Richard jeune
- Maria Vacratsis (en) : Helen
- Colin Fox : Ted Nelson
- Jonathan Wilson : Marty
- David Huband : Un homme à la station-service
- Lorri Bagley : Une femme dans la piscine

 Source et légende : version québécoise (VQ) sur Doublage.qc.ca

## Autour du film
- Initialement accueilli de façon mitigée par les critiques et le public, le film s'est très bien vendu en vidéo, et est considéré comme un film culte aux États-Unis.